# Броварник Антон Леонідович
Антон Леонідович Броварник (20 листопада 1967, Київ, Київська область, УРСР, СРСР) — радянський та український футболіст, воротар.

## Спортивна біографія
З 1980 по 1984 роки Антон Броварник займався футболом в СДЮШОР «Динамо», де навчався під керівництвом таких наставників, як Віктор Колотов, Анатолій Пузач та легендарного тренера Валерія Лобановського.
У 1982 році до вихованця київського «Динамо» надійшов перший успіх. У Всесоюзному турнірі ЦК ВЛКСМ «Юність» збірна Української РСР під керівництвом тренера Вадима Добіжи здобула звання чемпіона юнацьких змагань. Разом з Броварником в команді грали Тимерлан Гусейнов, Володимир Бєдний, Павло Кікоть та інші.
В 1983 році, у складі збірної Києва Антон Броварник здобув титул переможця футбольної Всеукраїнської Спартакіади, а трохи згодом в команді української збірної виграв Всесоюзний турнір ЦК ВЛКСМ «Надежда», де юного голкіпера було визнано кращим воротарем змагань. Партнерами Антона в збірній України РСР були майбутні чемпіони Європи 1990 року у складі молодіжної збірної СРСР Андрій Ковтун та Сергій Шматоваленко, а також інші гравці, що в подальшому стали відомими футболістами.

### Стиль гри
— Високий на зріст (194 см), стрибучий та рухливий, він практично не програє повітряні дуелі в штрафній. Рішуче діє на лінії воріт.— Б. Новак, «Прапор Комунізму». — № 66 (2162). — Київ. 19.03.1985 рік.

### Юнацька збірна СРСР
Після ланки значних командних та особистих успіхів в українських та всесоюзних змаганнях, воротаря запросили до юнацької збірної СРСР з футболу, в якій юний динамівський голкіпер також зумів проявити свої найкращі якості. У складі збірної СРСР брав участь у міжнародному турнірі на приз Валентина Гранаткіна, провів ключові двобої, перемога в яких принесла Антону титул кращого воротаря змагань.
У квітні 1985 року у складі юнацької збірної брав участь у міжнародному турнірі збірних у французькому місті Канни. У складі радянської команди тоді виступали такі гравці як: Ігор Добровольський, Олег Волотек, Андрій П'ятницький, Андрій Сидельников, Ігор Леонов. За підсумками турніру підопічні Сергія Мосягіна посіли лише сьоме місце, вигравши в останньому матчі у збірної Югославії (2:1).

### Зі СМІ радянських часів
— Про лідерів радянського футболу можна писати і писати, особливо напередодні урочистої церемонії нагородження золотими медалями. Та обмежимося лише маленьким штрихом. 19-річного воротаря Антона Броварника, який виступав за київський дубль, запросили до ворошиловградської «Зорі». Важко переоцінити подібну пропозицію: "Зоря" перейшла до першої ліги, має перспективних гравців, бути в такому колективі першим воротарем почесно. Але Броварник, коли ми з ним розмовляли, сумував: "У "Динамо" такі тренери, такі хлопці… І взагалі — це ж київське "Динамо"! — К. Михайленко, Б. Новак, «Прапор Комунізму». — № 301 (2697). — Київ. 26.12.1986 року.
В професійній кар'ері грав за «Зорю» (Ворошиловград), миколаївський «Суднобудівник», польський «Гутник» з Варшави та російську «Кубань».
Після завершення спортивної кар'єри Антон Броварник став ортопедом-реабілітологом.

## Досягнення
- Чемпіон СРСР серед дублерів вищої ліги 1985 року[9].
- Срібний призер чемпіонату СРСР серед дублерів вищої ліги 1984 року[10].
- Переможець перших Всесоюзних юнацьких ігор 1985 року[11].
- Бронзовий призер міжнародного турніру серед юнацьких збірних у Меморіалі Гранаткіна 1985 року[12].
- Переможець VIII літньої Спартакіади Українськой РСР 1983 року.
- Володар «Кубку юності» 1982 року.
- Володар «Кубку надії» 1983 року.
- Бронзовий призер «Кубку надії» 1984 года.
- Кращий воротар Меморіалу Гранаткіна 1985 року[13].